# Hasselborn
Hasselborn ist ein Ortsteil der Gemeinde Waldsolms im Süden des mittelhessischen Lahn-Dill-Kreises.

## Geographie
Hasselborn liegt im östlichen Hintertaunus oder Weilburger Hintertaunus in einem Seitental des Solmsbachs. Im Süden erhebt sich der 449 Meter hohe Gänsrod, dem sich nach Osten die im Bannholz über 500 Meter hohen Bodenroder Kuppen anschließen. Die Gemarkung gehört zum Naturpark Taunus.
Hasselborns Nachbarorte sind Grävenwiesbach (südwestlich), Dietenhausen (nordwestlich), Brandoberndorf (nördlich) und Bodenrod (östlich).

## Geschichte

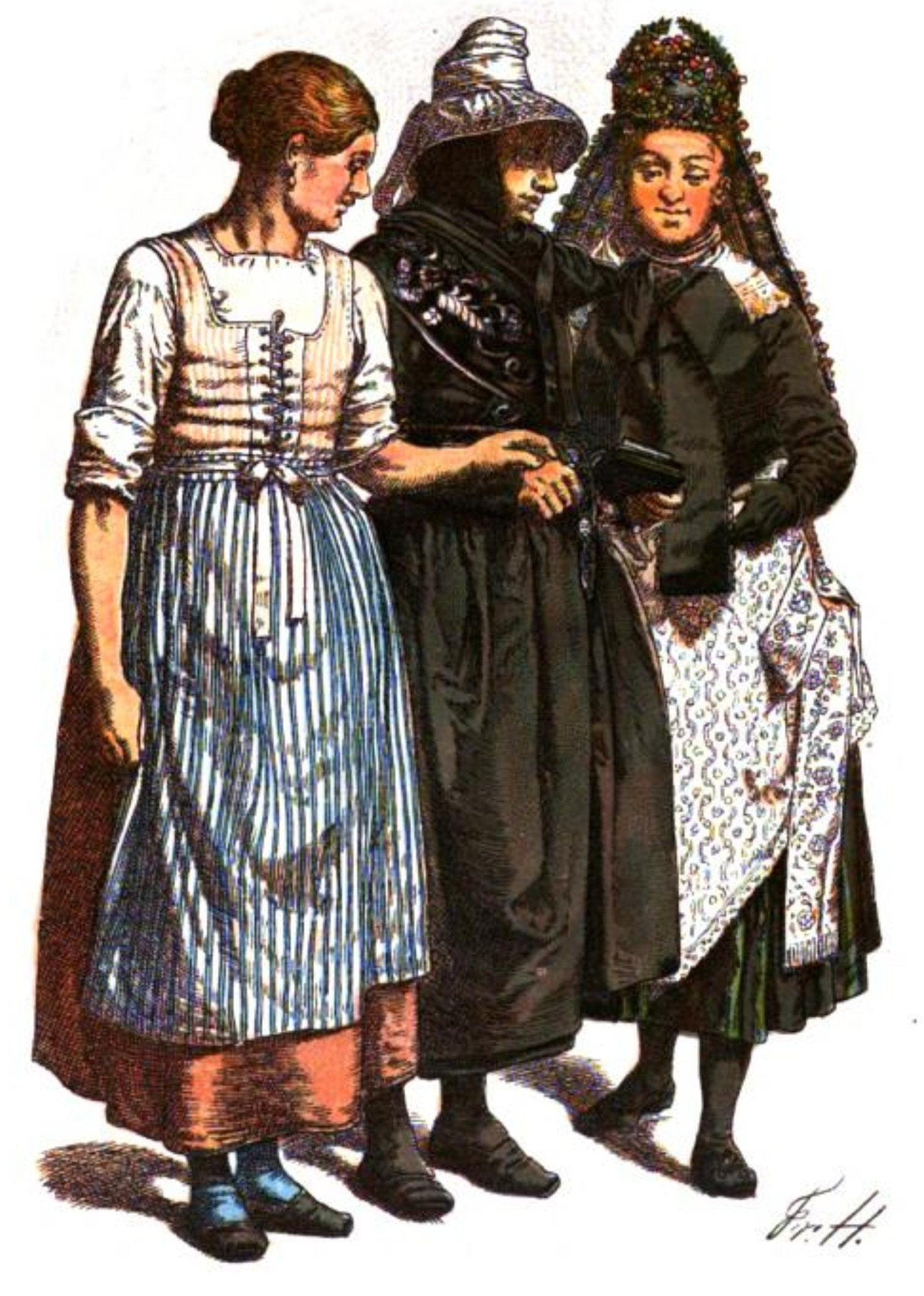
Tracht von Hausanzug, Kommunionsanzug und Brautkleid der Bäuerinnen aus Hasselborn im 19. Jhd.

### Ortsgeschichte
Die Gründung des Dorfes geht auf das Jahr 1699 zurück. Fürst Walrad von Nassau-Usingen gestattete 16 Familien wegen ihres Glaubens in Frankreich verfolgter Hugenotten die Ansiedlung an diesem Ort. Der Name der Siedlung soll als Haselborn auf einen von Haselnuss-Sträuchern umstandenen Brunnen zurückgehen. Die erste schriftliche Erwähnung datiert auf den 9. Dezember 1699 im Proklamationsbuch der Kanzlei zu Usingen. Ein im Jahr 1705 auf Französisch abgefasster Freiheitsbrief stellte die ersten Siedler für ein Jahrzehnt von Abgaben frei.
Da die kargen Böden jedoch kaum Ertrag abwarfen, zogen die ersten Hugenotten schon 1716 wieder weg. Siedler lutherischen Glaubens aus anderen Landesteilen übernahmen die freiwerdenden Hofstellen. 1788 verließ die letzte Hugenottenfamilie Hasselborn. Die Lage war inzwischen so prekär, dass es 1803 Pläne seitens der fürstlichen Regierung gab, das Dorf aufzugeben und die Gemarkung aufzuforsten. Zahlreiche Einwohner wanderten in dieser Zeit aus und versuchten ihr Glück in Übersee. Einen wirtschaftlichen Aufschwung erlebte der Ort erst 1912 mit dem Anschluss an die neuerbaute Linie Grävenwiesbach-Albshausen der Taunusbahn. Hiermit waren für Bewohner nun Arbeitsplätze im Raum Wetzlar gut erreichbar; die Landwirtschaft wurde zunehmend zum Nebenerwerb. Verwaltungsmäßig zählte das abgeschiedene Dorf ab 1932 zum Kreis Wetzlar, davor zu Usingen. 1938 hatte es 120 Einwohner.
Während des Zweiten Weltkrieges erlangte der kleine Ort Bedeutung durch das in der Nähe errichtete Führerhauptquartier Adlerhorst bei Langenhain-Ziegenberg; der 1,3 km lange Hasselborner Tunnel zwischen Hasselborn und Grävenwiesbach diente dabei als Versteck für den Sonderzug Adolf Hitlers. Hermann Göring verlegte schon 1940 das Oberkommando der Luftwaffe nach Hasselborn und es entstanden mehrere Baracken sowie zwei Schwimmbäder für das Personal. 1943 wurden Teile des VDM-Werks aus Frankfurt-Heddernheim, das hauptsächlich Propeller für Jagdflugzeuge anfertigte, zum Schutz vor Bombenangriffen in den Hasselborner Tunnel verlegt.
Nach dem Zweiten Weltkrieg dienten die vormaligen Unterkünfte und Baracken der Wehrmacht als Zufluchtsort für Vertriebene aus den deutschen Ostgebieten und Evakuierte. Die Einwohnerzahl erhöhte sich damit sprunghaft auf 320 Einwohner. 1950 entstand ein größeres Schulgebäude, das heute als Dorfgemeinschaftshaus genutzt wird.
Im Zuge der Gebietsreform in Hessen fusionierten zum 31. Dezember 1971 die bis dahin selbständigen Gemeinden Brandoberndorf, Griedelbach, Hasselborn, Kraftsolms, Kröffelbach und Weiperfelden freiwillig zur neuen Großgemeinde Waldsolms. Für die ehemals eigenständigen Gemeinden von Waldsolms wurde je ein Ortsbezirk gebildet.

### Verwaltungsgeschichte im Überblick
Die folgende Liste zeigt die Staaten und Verwaltungseinheiten, denen Hasselborn angehört(e):
- vor 1806: Heiliges Römisches Reich, Grafschaft/Fürstentum Nassau-Usingen, Amt Usingen
- ab 1806: Herzogtum Nassau,[Anm. 2] Amt Usingen, Kirchspiel Grävenwiesbach
- ab 1816: Herzogtum Nassau, Amt Usingen
- ab 1849: Herzogtum Nassau, Kreisamt Idstein[Anm. 3]
- ab 1854: Herzogtum Nassau, Amt Usingen
- ab 1867: Königreich Preußen,[Anm. 4] Provinz Hessen-Nassau, Regierungsbezirk Wiesbaden, Obertaunuskreis[Anm. 5]
- ab 1871: Deutsches Reich, Königreich Preußen, Provinz Hessen-Nassau, Regierungsbezirk Wiesbaden, Obertaunuskreis
- ab 1918: Deutsches Reich (Weimarer Republik), Freistaat Preußen, Provinz Hessen-Nassau, Regierungsbezirk Wiesbaden, Obertaunuskreis
- ab 1886: Deutsches Reich, Königreich Preußen, Provinz Hessen-Nassau, Regierungsbezirk Wiesbaden, Kreis Usingen
- ab 1932: Deutsches Reich, Königreich Preußen, Provinz Hessen-Nassau, Regierungsbezirk Wiesbaden, Landkreis Wetzlar
- ab 1944: Deutsches Reich, Freistaat Preußen, Provinz Nassau, Landkreis Wetzlar
- ab 1945: Amerikanische Besatzungszone,[Anm. 6] Groß-Hessen, Regierungsbezirk Wiesbaden, Landkreis Wetzlar
- ab 1946: Amerikanische Besatzungszone, Hessen, Regierungsbezirk Wiesbaden, Landkreis Wetzlar
- ab 1949: Bundesrepublik Deutschland, Hessen, Regierungsbezirk Wiesbaden, Landkreis Wetzlar
- ab 1968: Bundesrepublik Deutschland, Hessen, Regierungsbezirk Darmstadt, Landkreis Wetzlar
- ab 1972: Bundesrepublik Deutschland, Land Hessen, Regierungsbezirk Darmstadt, Kreis Wetzlar, Gemeinde Waldsolms[Anm. 7]
- ab 1977: Bundesrepublik Deutschland, Land Hessen, Regierungsbezirk Darmstadt, Lahn-Dill-Kreis, Gemeinde Waldsolms
- ab 1981: Bundesrepublik Deutschland, Land Hessen, Regierungsbezirk Gießen, Lahn-Dill-Kreis, Gemeinde Waldsolms

## Bevölkerung

### Einwohnerstruktur 2011
Nach den Erhebungen des Zensus 2011 lebten am Stichtag dem 9. Mai 2011 in Hasselborn 348 Einwohner. Darunter waren 12 (3,4 %) Ausländer.
Nach dem Lebensalter waren 60 Einwohner unter 18 Jahren, 129 zwischen 18 und 49, 90 zwischen 50 und 64 und 98 Einwohner waren älter.
Die Einwohner lebten in 147 Haushalten. Davon waren 30 Singlehaushalte, 57 Paare ohne Kinder und 81 Paare mit Kindern, sowie 6 Alleinerziehende und 3 Wohngemeinschaften. In 33 Haushalten lebten ausschließlich Senioren und in 93 Haushaltungen lebten keine Senioren.

### Einwohnerentwicklung
| Hasselborn: Einwohnerzahlen von 1834 bis 2011 | Hasselborn: Einwohnerzahlen von 1834 bis 2011 | Hasselborn: Einwohnerzahlen von 1834 bis 2011 | Hasselborn: Einwohnerzahlen von 1834 bis 2011 | Hasselborn: Einwohnerzahlen von 1834 bis 2011 |
| --- | --------------------------------------------- | --------------------------------------------- | --------------------------------------------- | --------------------------------------------- |
| Jahr |                                               |                                               |                                               | Einwohner                                     |
| 1834 | 1834                                          |                                               | 133                                           | 133                                           |
| 1840 | 1840                                          |                                               | 152                                           | 152                                           |
| 1846 | 1846                                          |                                               | 171                                           | 171                                           |
| 1852 | 1852                                          |                                               | 148                                           | 148                                           |
| 1858 | 1858                                          |                                               | 127                                           | 127                                           |
| 1864 | 1864                                          |                                               | 125                                           | 125                                           |
| 1871 | 1871                                          |                                               | 103                                           | 103                                           |
| 1875 | 1875                                          |                                               | 93                                            | 93                                            |
| 1885 | 1885                                          |                                               | 102                                           | 102                                           |
| 1895 | 1895                                          |                                               | 100                                           | 100                                           |
| 1905 | 1905                                          |                                               | 90                                            | 90                                            |
| 1910 | 1910                                          |                                               | 173                                           | 173                                           |
| 1925 | 1925                                          |                                               | 122                                           | 122                                           |
| 1939 | 1939                                          |                                               | 122                                           | 122                                           |
| 1946 | 1946                                          |                                               | 241                                           | 241                                           |
| 1950 | 1950                                          |                                               | 326                                           | 326                                           |
| 1956 | 1956                                          |                                               | 355                                           | 355                                           |
| 1961 | 1961                                          |                                               | 295                                           | 295                                           |
| 1967 | 1967                                          |                                               | 289                                           | 289                                           |
| 1970 | 1970                                          |                                               | 266                                           | 266                                           |
| 1980 | 1980                                          |                                               | ?                                             | ?                                             |
| 1990 | 1990                                          |                                               | ?                                             | ?                                             |
| 2000 | 2000                                          |                                               | ?                                             | ?                                             |
| 2011 | 2011                                          |                                               | 348                                           | 348                                           |
| Datenquelle: Historisches Gemeindeverzeichnis für Hessen: Die Bevölkerung der Gemeinden 1834 bis 1967. Wiesbaden: Hessisches Statistisches Landesamt, 1968. Weitere Quellen: LAGIS; Zensus 2011 |                                               |                                               |                                               |                                               |

### Historische Religionszugehörigkeit
| • 1885: | 102 evangelische (= 100,00 %) Einwohner                            |
| • 1961: | 202 evangelische (= 68,47 %), 91 katholische (= 30,85 %) Einwohner |

## Politik
Für Hasselborn besteht ein Ortsbezirk (Gebiete der ehemaligen Gemeinde Hasselborn) mit Ortsbeirat und Ortsvorsteher nach der Hessischen Gemeindeordnung.
Der Ortsbeirat besteht aus fünf Mitgliedern. Bei den Kommunalwahlen in Hessen 2021 betrug die Wahlbeteiligung zum Ortsbeirat 57,14 %. Dabei wurden gewählt: zwei Mitglieder der SPD und je ein Mitglied der CDU, dem Bündnis 90/Die Grünen und der „Freien Wählergemeinschaft“ (FWG). Der Ortsbeirat wählte Andreas Speier (SPD) zum Ortsvorsteher.

## Vereine
- Freiwillige Feuerwehr Hasselborn
- Hasselborner Sportverein 1909 e. V.
- Taunusklang Hasselborn e. V.

## Verkehr

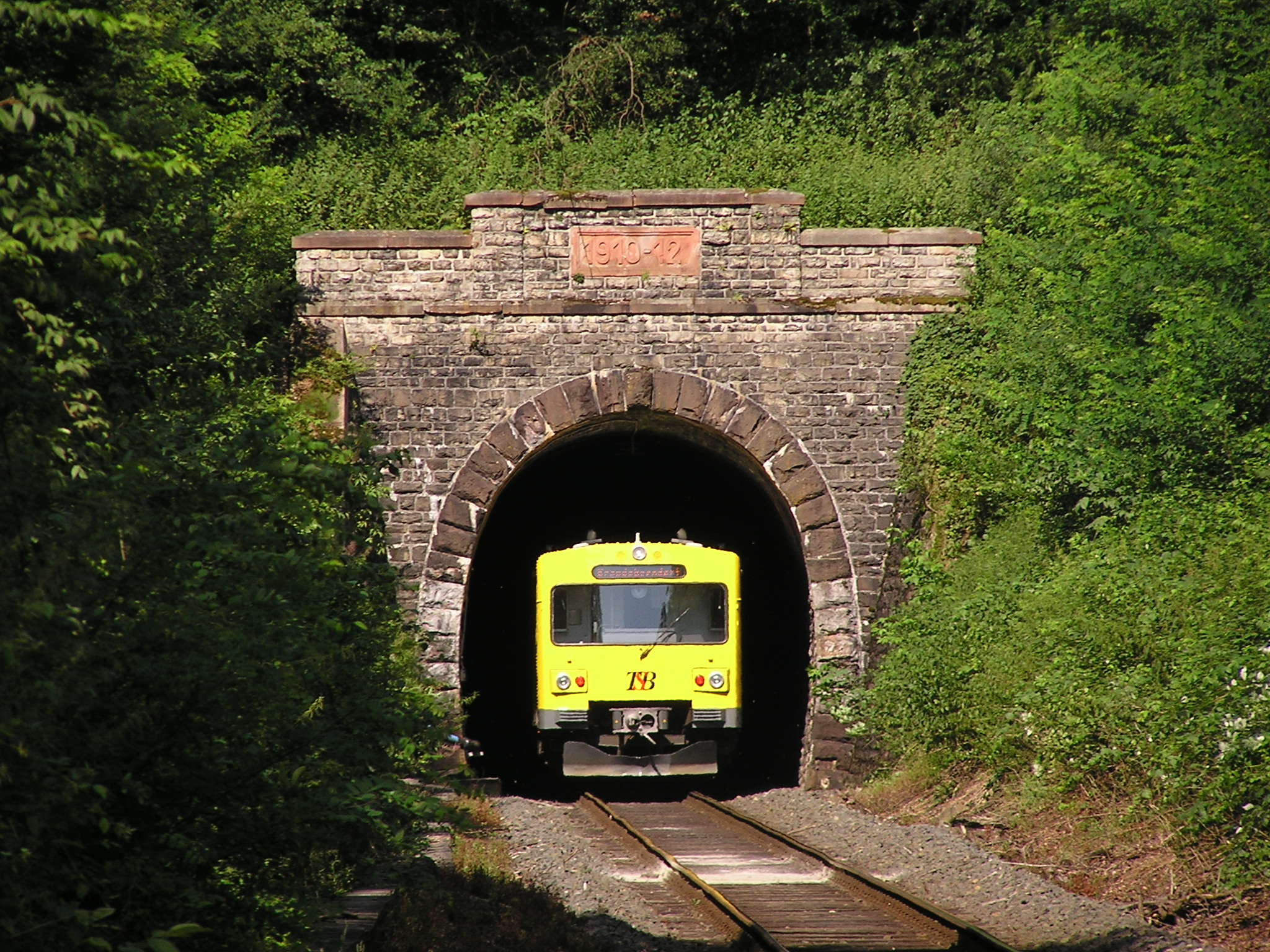
Der Hasselborner Tunnel mit einem einfahrenden VT 2E-Triebwagen

In den Jahren 1910 bis 1912 wurde die Bahnstrecke Friedrichsdorf–Albshausen vollendet, an der Hasselborn einen Haltepunkt erhielt. Für deren letzten Teilabschnitt ab Grävenwiesbach musste der 1300 Meter lange Hasselborner Tunnel gebaut werden. Gegen Ende des Zweiten Weltkriegs wurde er von Zwangsarbeitern aus dem Arbeitserziehungslager Heddernheim zu einer Fabrikationsstätte für Flugzeugteile umgerüstet. Als 1985 im nördlichen Teilabschnitt der Personenverkehr eingestellt und die Strecke 1990 stillgelegt wurde, wurde auch die Station abgetragen. Am 15. November 1999 wurde der Abschnitt Grävenwiesbach–Brandoberndorf durch den Verkehrsverband Hochtaunus (VHT) reaktiviert, seit dem 28. Mai 2000 fahren die Züge durchgehend von Brandoberndorf über Grävenwiesbach, Usingen, Wehrheim und Friedrichsdorf nach Bad Homburg, in den Hauptverkehrszeiten weiter bis Frankfurt (Main) Hauptbahnhof. Heute halten die von der Regionalverkehre Start Deutschland betriebenen Züge der Linie RB 15 im Stundentakt in Hasselborn. Im November 2007 wurde der Haltepunkt, so wie alle anderen Stationen von Köppern bis Brandoberndorf, mit einem Zugzielanzeiger ausgestattet.